# Expedición de los Mil
La Expedición de los Mil (también llamada expedición de los camisas rojas) es un famoso episodio del Risorgimento italiano que ocurrió en 1860. La expedición consistió en un contingente de poco más de mil hombres bajo el mando de Giuseppe Garibaldi y enviados por el Reino de Cerdeña. El grupo partió de la playa de Quarto (en la actualidad Quarto dei Mille, barrio de la ciudad de Génova) y desembarcó en Marsala, Sicilia el 11 de mayo. Conquistó todo el Reino de las Dos Sicilias, patrimonio de la Casa de Borbón, lo cual llevó a su disolución y anexión de parte del Reino de Cerdeña, un importante paso para la creación del Reino de Italia. Además se anexionó los enclaves pontificios de Benevento y Pontecorvo.

## Situación anterior

Mapa político de los Estados italianos en 1829.

A mediados del siglo XIX había en la península itálica siete Estados, tres de los cuales  completamente independientes: el Reino de las Dos Sicilias, el Reino de Cerdeña y los Estados Pontificios, mientras, los otros cuatro, se encontraban bajo dominio austriaco, de los cuales uno de manera directa: el Reino Lombardo Veneto, y los restantes tres de manera indirecta: los ducados de Parma y Módena y el Gran Ducado de Toscana.

### Situación de Piamonte

Retrato de Camillo Benso, conde de Cavour (Turín, 10 de agosto de 1810 - 6 de junio de 1861), obra de Francesco Hayez.

Después de veinte años de guerras entre la Francia napoleónica y el resto de las naciones europeas, el congreso de Viena, iniciado en el 1814 y terminado en el 1815, basó la reorganización del Viejo Continente en el principio de legitimidad por el que se devolvían las tierras a sus antiguos monarcas. En Italia esta política se aplicó con mucha elasticidad y el Reino de Piamonte-Cerdeña se vio favorecido, ya que recibió a la República de Génova con el objetivo de formar un Estado más fuerte que frenara a los franceses.
Después de la derrota de la primera guerra de independencia italiana contra Austria en 1848 y en 1849, esta última continuó ejerciendo su poder sobre la península. Pero Napoleón III, emperador de Francia, realizó una política que intentaba expulsar a los Habsburgo de Italia, favoreciendo de esta manera los deseos expansionistas del Piamonte. Al mismo tiempo Gran Bretaña —que junto con Francia dominaba el norte de África— no quería que Napoleón III extendiera su influencia en la península para tener mayor control del Mediterráneo.
Camillo Benso, conde de Cavour, obtuvo el cargo de primer ministro en 1852 y comenzó su objetivo expansionista buscando apoyo entre las dos mayores potencias de la época: Francia y Gran Bretaña. Estas dos, junto con el Imperio otomano, entraron en guerra con Rusia en 1854, en la que se conoció como Guerra de Crimea. Los ingleses pidieron al Piamonte el envío de tropas y Cavour aceptó mandar dieciocho mil soldados.
Los intereses piamonteses pudieron empezar a concretarse tras el Congreso de París de 1856, celebrado al finalizar la Guerra de Crimea. A partir de este momento, gracias a las nuevas alianzas establecidas por los piemoneteses, se hizo factible una eventual ocupación de las Dos Sicilias por parte de los Saboya.
Entre Napoleón III y el rey piamontés Víctor Manuel II se comenzaron los preparativos para la guerra contra Austria, y se acordó que Piamonte se anexionaría Lombardía, Véneto, Módena y Parma, y como compensación Francia recibiría Saboya y Niza. Esta contienda se denominó la Segunda guerra de Independencia. Tras esta guerra se expulsó a los duques de Toscana, Parma y Módena, cuyos territorios fueron anexados al Piamonte. En este marco el gobierno piamontés envió a Giuseppe Garibaldi a Sicilia para conquistar el Reino de las Dos Sicilias dando un gran paso en la unificación italiana.

### Situación de las Dos Sicilias
Desde los tiempos del rey Carlos VII de Nápoles (conocido, posteriormente, como Carlos III de España) en el siglo XVIII, el Estado meridional italiano vivió una fuerte reactivación económica, debido a la total restauración de la estructura del reino, tanto política como económicamente. Sin embargo, a partir de las revoluciones del año 1848 comenzaron a notarse diferencias entre los valores previstos por el Estado y los reales, es decir, los ingresos eran menores a los esperados, y los gastos mayores. Esta situación produjo déficit fiscal durante algunos años, entre 1848 y 1860. Esto quiere decir que los gastos realizados por el Estado superaban los ingresos.
A pesar de este último retroceso, el Reino de las Dos Sicilias poseía en su momento la mejor finanza pública de toda la península italiana, y concentraba de hecho más de las dos terceras partes del total del oro de la península.
En 1860, el Reino de las Dos Sicilias estaba gobernado por el joven rey Francisco II, hijo de Fernando II. Al tener un rey con poca autoridad y muy represivo, el pueblo era propenso a rebelarse. En abril de 1860 unas rebeliones frustradas en Mesina y en Palermo aumentaron los ánimos revolucionarios, pero ningún revolucionario  del sur de Italia  disponía de medios suficientes para combatir al ejército borbónico; en el año 1844 habían fracasado los hermanos Bandiera y en 1857 Carlo Pisacane.
Ya en el 1820 y después en 1848 se dieron en Sicilia las primeras revoluciones, pues en la isla, más allá de los ideales unitarios (difundidos principalmente entre los intelectuales mazzinianos), se quería por encima de todo la liberación del dominio napolitano. Se llegó a proclamar, el 13 de abril de 1848, la deposición de Fernando II y se ofreció la corona a la Casa de Saboya, que se negó porque Fernando envío una carta al Piamonte amenazando con un conflicto armado.
Por su parte, Mazzini incitaba las rebeliones de los sicilianos y se reunía en el norte con los enviados de los rebeldes para pedir ayuda. Para el Reino de Cerdeña este era el clima perfecto para comenzar la conquista del sur.

## La invasión de Garibaldi

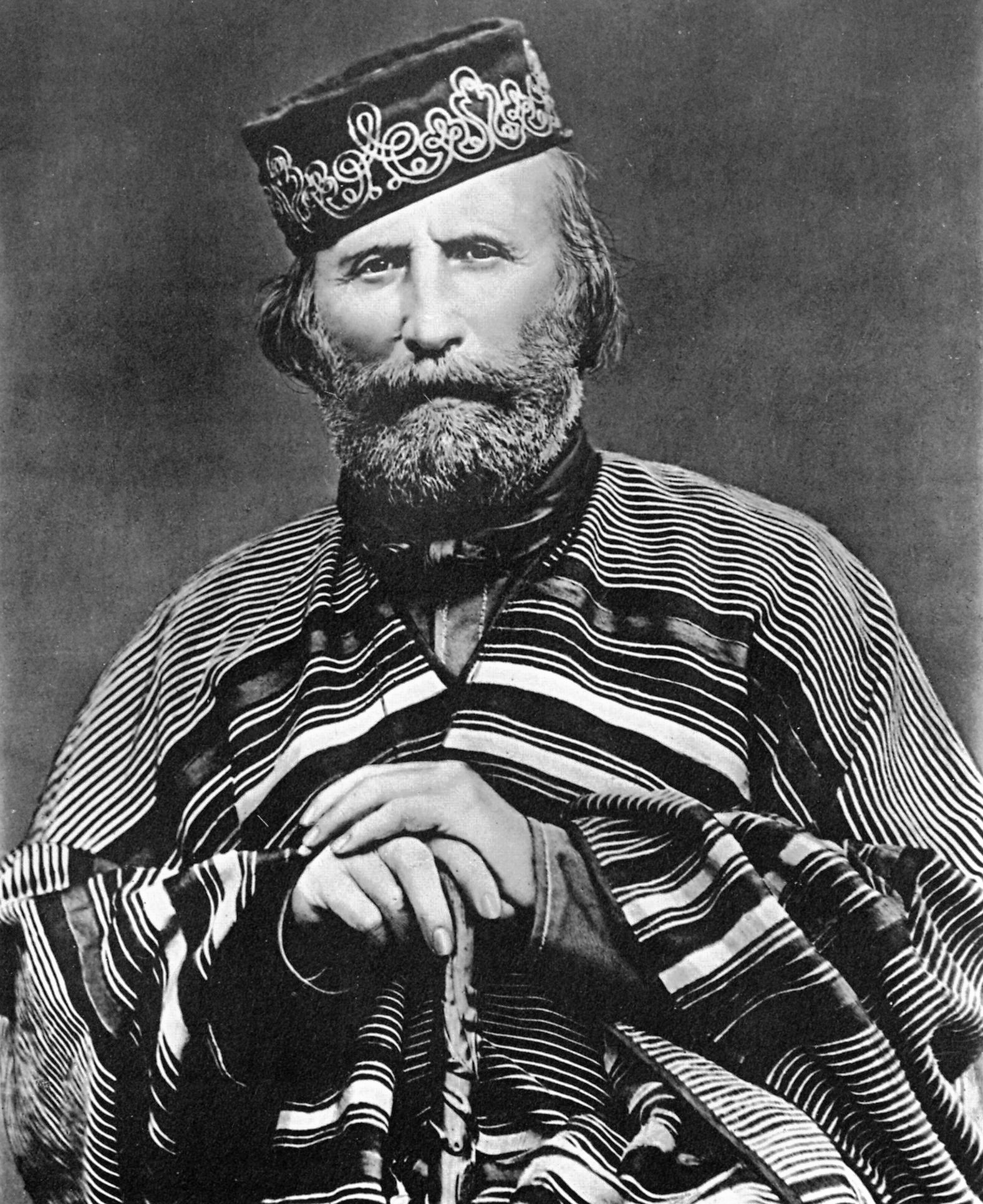
Giuseppe Garibaldi (Niza, 4 de julio de 1807-Caprera, 2 de junio de 1882), militar y político italiano.

### Los preparativos
El 18 de abril de 1860 Cavour envió dos naves de guerra a Sicilia, oficialmente para proteger a los súbditos piamonteses presentes en la isla, pero en realidad fue para conocer la cantidad de tropas borbónicas y de revolucionarios que se encontraban en la isla.
Al final de abril, el mismo Cavour fue a Génova, donde permaneció dos días, para controlar los preparativos de la expedición que el Piamonte pensaba hacer, mandando a Giuseppe Garibaldi a Sicilia. El 28 de abril llegó un telegrama para Garibaldi, que vivía en Quarto, comunicando que había fracasado la revolución en Sicilia. La desesperación de los voluntarios más cercanos a Garibaldi fue tal que decidió no partir. Pero al día siguiente el estadista Francesco Crispi le envió otro telegrama inventando que la insurrección se ganó en Palermo. El 6 de mayo de 1860, Garibaldi zarpó del puerto de Quarto (por aquel entonces provincia de Génova y en la actualidad constituyente un barrio de la misma ciudad) con 1089 hombres, en su mayoría veteranos de las guerras de independencia en los buques Lombardo y Piemonte.
Importante fue la decisión de Garibaldi para realizar una parada en Talamone el 7 de mayo, donde recuperó municiones, armas, y un centenar de buenos rifles en la guarnición del Reino de Cerdeña en Toscana, estacionados en la fortaleza del ejército. Una segunda etapa se efectuó el 9 de mayo en Porto Santo Stefano, para el suministro de carbón y agua. Formalmente Garibaldi consiguió las armas, porque según él, en su calidad de Estado Mayor del Ejército.
Los Mil eran en gran parte veteranos de las dos guerras de independencia y, para que estos pudieran desembarcar lo más fácilmente posible en Sicilia, fue indispensable para el Piamonte también el apoyo  de los oficiales borbónicos convertidos a la causa unificadora Risorgimentale. Alrededor de dos millones de francos en oro fue la suma invertida por Cavour para la expedición de los Mil.
La llegada de los Mil era ya sabida por el gobierno meridional, gracias al embajador de las Dos Sicilias en Turín, que tenía conocimiento de cuándo partió Garibaldi hacia Sicilia y en qué parte de la isla desembarcaría. Por ello se enviaron naves que tratasen de interceptar a las embarcaciones garibaldinas.

### Las primeras acciones

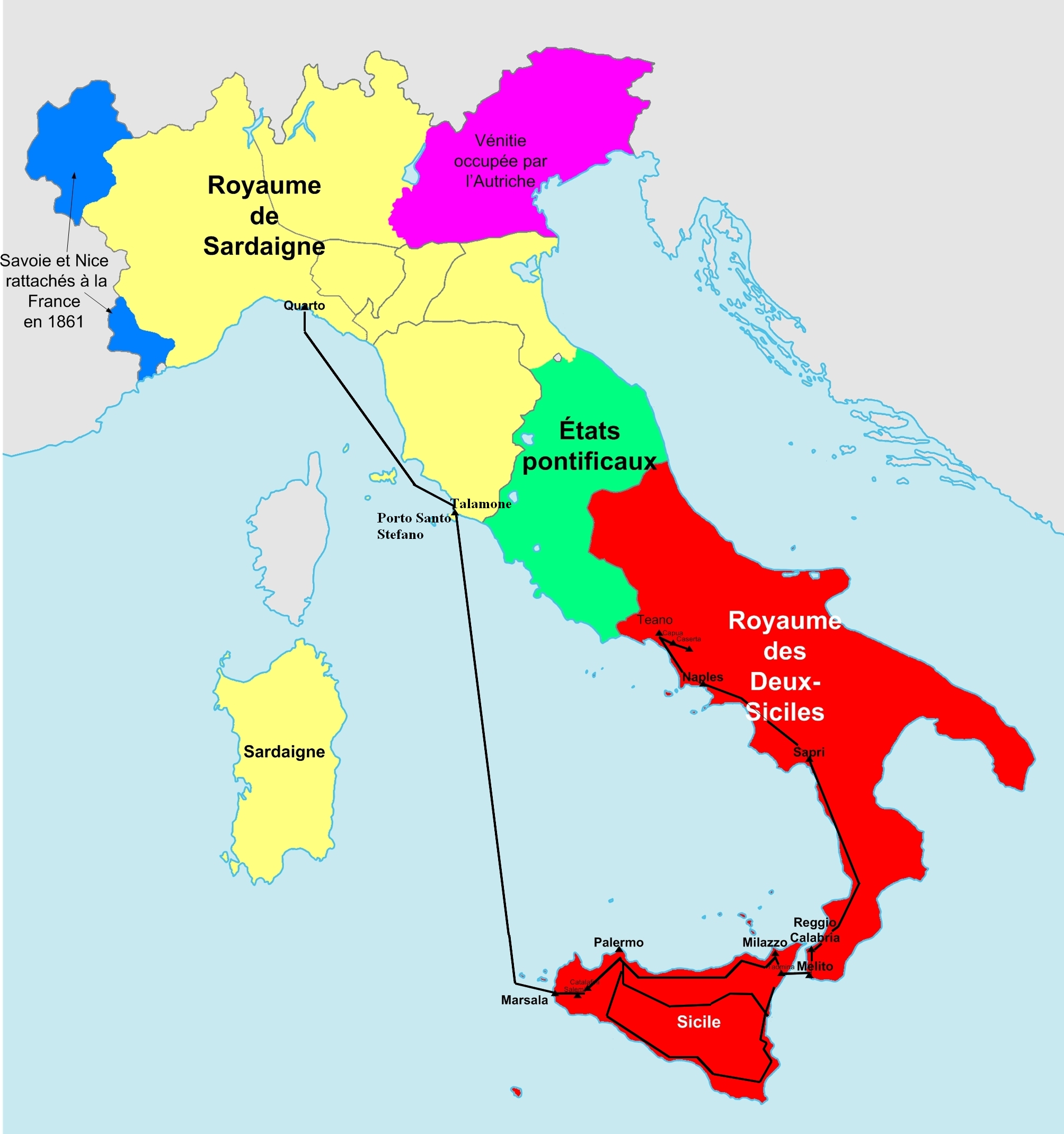
El itinerario de la expedición.

El 12 de mayo, a las cuatro de la mañana, los Mil iniciaron la marcha hacia el interior de la isla y, al día siguiente, Garibaldi fue informado de que los soldados borbónicos iban en su dirección desde Palermo. El 14 de mayo, Garibaldi, desde la ciudad de Salemi, declaró el fin de la dinastía borbónica y se proclamó dictador de Sicilia en nombre del rey Víctor Manuel de Saboya. Pero ya los Mil no eran mil, puesto que se les habían sumado mil doscientos hombres sicilianos que se oponían al rey napolitano.
Los garibaldinos dejaron Salemi para marchar hacia Palermo y el ejército borbónico, comandado por el general Francesco Landi, dejó Palermo para enfrentarse a Garibaldi, deteniéndose el 13 de mayo en el pueblo de Calatafimi. Allí se produjo la primera batalla de la ocupación garibaldina: Landi poseía tres mil soldados divididos en tres batallones y mandó a un grupo de mil quinientos, dividido en tres columnas, a reconocer el terreno. Una de éstas, de seiscientos hombres comandados por Sforza, divisó al enemigo en la mañana del 15 y decidió atacarlo por sí solo. Landi, que tenía otros mil quinientos hombres, no quiso ayudar al pequeño grupo y se retiró del campo, dejando solo a Sforza, quien también tuvo que retirarse. Un soldado garibaldino escribió en su diario:

No podíamos creer a nuestros ojos y orejas cuando advertimos que las señales de abandonar la contienda no las lanzaban nuestros comandantes, sino los borbónicos.
Francesco Grandi.

Esta batalla dejó un saldo de treinta y dos muertos y ciento ochenta y dos heridos garibaldinos y treinta y seis muertos y ciento cincuenta heridos entre los borbónicos. Los aproximadamente dos mil ochocientos soldados meridionales que quedaron ilesos comenzaron a dudar fuertemente de la habilidad y fidelidad de sus comandantes.
El general Landi, a las ocho de la tarde, abandonó Calatafimi y volvió a Palermo. En marzo del año siguiente, el 1861, el general retiró del Banco de Nápoles una suma de 14 000 ducados (equivalentes a 224 000 euros) a su favor, según él regaladas personalmente de Garibaldi. Él y sus cinco hijos encontraron altos rangos en el ejército italiano después de la unificación.
Cavour repartió dinero para comprar a los jefes militares de las Dos Sicilias, como modo de neutralizar las reacciones. Esta misión fue llevada a cabo por el contralmirante Carlo Pellion di Persano, que disponía la enorme suma de un millón de ducados (16 millones de euros actuales) destinados a la corrupción de los oficiales borbónicos.

### La toma de Palermo
El 15 de mayo se nombró como nuevo general de Sicilia a Ferdinando Lanza, quien fue a Palermo para defenderla de la invasión garibaldina. Lanza contaba con 571 oficiales, 20 000 soldados, 681 caballos, 175 mulas y 36 cañones; pero también una población propensa a rebelarse.
Garibaldi fue informado de las tropas que había en la ciudad y declaró que era imposible tomar Palermo. Pero Francesco Crispi lo convenció de que atacase, prometiendo que en caso de derrota los garibaldinos se podrían refugiar en las naves piamontesas. Entonces decidió marchar a la ciudad.
El comandante Lanza se enteró la tarde del día 26 de mayo de que los garibaldinos se aproximaban a la ciudad y decidió retirar las tropas para salir al encuentro de Garibaldi para tratar de impedir su ataque, pero dejó sólo 260 hombres protegiendo las puertas de Sant'Antonio y de Termini. Precisamente por estas puertas entraron los 4000 garibaldinos, a las cuatro de la mañana del día 27 de mayo, mientras que en la ciudad sólo había 6000 soldados durmiendo en los cuarteles. Las pocas tropas meridionales de guardia opusieron resistencia, pero después escaparon hacia el Palacio Real, donde estaba Lanza.
Garibaldi se acuarteló en el palacio Pretorio, desde donde incitó al pueblo a la revolución. Se montaron barricadas en las calles y desde las casas se disparaba a los soldados borbónicos. Lanza ordenó bombardear la ciudad desde los buques anclados en puerto y hubo 600 víctimas civiles. En la mañana del 28 llegaron tropas enviadas desde Nápoles, pero no pudieron desembarcar hasta el día siguiente. Las batallas del 28 y 29 de mayo fueron favorables a los camisas rojas, pero tras la llegada de más tropas napolitanas la situación comenzó a cambiar. Garibaldi ordenó que, en caso de ataque enemigo, se retirasen al palacio Presidencial.
La situación era muy complicada para Garibaldi, que se estaba quedando sin municiones, pero el 30 de mayo se firmó un armisticio de un día para retirar los cadáveres y curar a los heridos. El 31 se pretendía dar el gran golpe a Garibaldi, pero la prórroga se prolongó tres días más, causando un gran descontento entre las filas borbónicas. Después de días de combates, el 8 de junio el Rey Francisco II debió firmar la capitulación de Palermo y ordenó que las tropas se retirasen a Mesina, pensando que esta ciudad no caería y para organizar la reconquista de Palermo. Así, unos 24 000 soldados abandonaron la capital siciliana para viajar hacia Mesina.
Garibaldi sacó del banco de Palermo una suma de 5 millones de ducados (equivalentes a 80 millones de euros) que eran propiedad de los ciudadanos palermitanos, para dividirlo entre los garibaldinos y los oficiales borbónicos transformados a la causa.

## Los errores de Francisco II

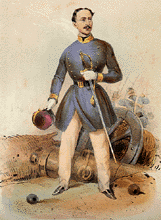
Francisco II de las Dos Sicilias (Nápoles, 16 de enero de 1836 – 27 de diciembre de 1894).

La diplomacia europea hacía sentir sus quejas por esta política despreocupada del Piamonte que violaba el código ético del derecho internacional. Sin embargo, ningún país acudió en socorro del Reino de las Dos Sicilias.
En esta política internacional el reino las Dos Sicilias tenía a un rey inmóvil, política y diplomáticamente aislado. Mientras en Sicilia avanzaban las tropas piamontesas, Francisco II, en vez de ir personalmente a dirigir sus tropas como algunos le aconsejaban (entre ellos su esposa María Sofía de Baviera), buscó mediante la diplomacia la alianza con una potencia: Francia. Esto fue lo contrario de lo que había realizado su antecesor Fernando II, el cual quería conservar la autonomía del reino y estaba provisto de autónomos cuerpos de guerra capaces de resistir a cualquier invasión.
Era difícil pensar que Napoleón III habría enfrentado a los aliados piamonteses con los que pocos años antes había ganado una sangrienta guerra contra Austria. Pero el rey meridional no tomó en cuenta estas consideraciones y envió, el 12 de junio, una carta a París pidiendo ayuda. El Emperador francés respondió que era necesario ceder a las exigencias del momento, es decir el ideal nacional.
De este modo, el rey duosiciliano se vio obligado a hacer cosas que nunca hubiese querido: el 25 de junio de 1860 restableció la Constitución de 1848 y se fijaron fechas de los comicios para la elección del Parlamento. Además, se cambió la bandera, que pasó a ser el tricolor italiano con el escudo Borbón en el centro. También realizó un proyecto de autonomía para la Sicilia, delegando a un virrey de la familia Borbón y concedió una amnistía general para todos los presos políticos.
Con la Constitución, el soberano realizó un error fatal: en vez de dar una rápida solución a la invasión, al haber un Congreso las decisiones eran más lentas, y además, el Parlamento estaba formado por muchos liberales, que apoyaban la invasión. En estos momentos de crisis, el rey tuvo menor poder de decisión y fue más inmóvil políticamente.

## El avance en el continente
En esta política de diplomacia, Francisco II envió dos diplomáticos a Turín para llegar a un acuerdo con el Piamonte. Las conversaciones estaban avanzando y hasta se vio la posibilidad de formar una liga italiana; pero el Piamonte pidió que las decisiones fueran aprobadas por el Parlamento meridional, que recién sería elegido en septiembre, con el objetivo de retardar las negociaciones.
Mientras tanto, Garibaldi seguía avanzado por Sicilia, y el general Bosco atacó con sólo 3000 hombres al enemigo, a pesar de no tener permiso. El encuentro se produjo en Milazzo el 20 de julio, a donde llegó Garibaldi con ocho mil hombres. A diferencia de otros generales, Bosco perdió en primera fila defendiendo la fortaleza de Milazzo, pero los refuerzos que había pedido no llegaron y se vio forzado a retirarse. Este ataque causó ciento veinte muertos entre las filas borbónicas, mientras los garibaldinos contaron setecientos ochenta hombres entre muertos y heridos.
El mariscal Clary, comandante de Mesina que se había negado a mandar refuerzos a Milazzo, dejando inoperantes a veintidós mil hombres, el 26 de julio acordó con el general garibaldino Medici retirar sus tropas dejando sólo cuatro mil hombres en Sicilia, con la obligación de no atacar mientras no fueran atacados primero. Gracias a las acciones de los corrompidos generales Landi, Lanza y Clary en dos meses y medio el reino perdió la isla de Sicilia.
El gobierno piamontés comenzó a temer la creciente fuerza de Garibaldi en el sur, que empezaba a poner en peligro la autoridad del rey Víctor Manuel. Entonces, se planteó que el gobierno napolitano cayera antes de la llegada de Garibaldi, y se mandaron emisarios piamonteses a la capital meridional. Los emisarios propusieron a los generales meridionales derrocar a Francisco II, pero estos se negaron porque hubiera provocado un gran malestar en la población.
En agosto comenzaron las preparaciones de Garibaldi para cruzar el estrecho de Mesina, cosa que se realizó el día 18. La flota meridional, que había sido mandada para frenar el avance garibaldino, no hizo nada para frenar el desembarco enemigo, y el mismo Garibaldi agradeció a la marina meridional su tácita colaboración, y confesó que no hubiera podido cruzar el estrecho con una marina hostil. Los 20 000 hombres garibaldinos entraron en Calabria, donde tampoco encontraron resistencia y, en sólo 17 días, llegaron a las puertas de Nápoles.

### La caída de Nápoles
En este punto, Francisco II, aconsejado por los expertos militares del Estado mayor, quienes pensaban que la única forma de vencer a los garibaldinos era reorganizando el ejército decidió, el 4 de septiembre, retrasar la línea de defensa al río Volturno, al norte de Nápoles. El rey estaba convencido de que podría reorganizar la contraofensiva desde los Estados Pontificios, pensando que serían inviolables dada la presencia del Papa. Así, Francisco II, el 5 de septiembre abandonó la capital para evitar que su población sufriera bombardeos con víctimas y pérdidas materiales.
Según muchos, sería un error dejar la capital al enemigo. El hermano del soberano, Alfonso, pensaba que con un simple monarca de buena voluntad, en aquella época, si hubiera combatido hubiera podido vencer fácilmente a Garibaldi. Otros pensaban que sería mejor avanzar hasta Salerno y en caso de derrota entonces retirarse al norte.
El 7 de septiembre Garibaldi entró en Nápoles con unos pocos hombres sin encontrar oposición, y dos días más tarde entró el resto del ejército. La población napolitana acogió con entusiasmo a Garibaldi. Garibaldi se proclamó dictador de las Dos Sicilias en nombre del rey del Piamonte.

### La batalla del Volturno

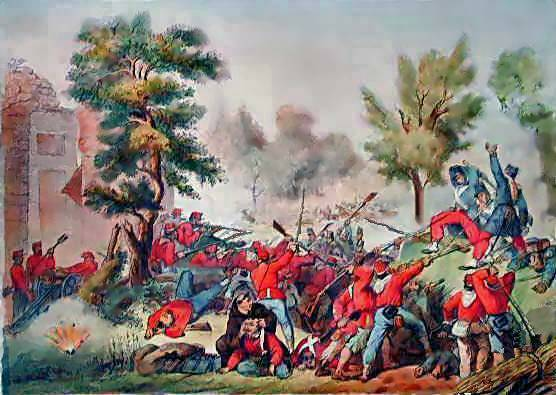
Litografía de la batalla del Volturno, combate en Santa Maria Maggiore.

El Rey Francisco II reorganizó su ejército de cuarenta mil hombres detrás del río Volturno, en Capua. Las tropas garibaldinas siguieron avanzando, pero fueron derrotadas en la Batalla de Caiazzo el 21 de septiembre. Para los soldados borbónicos, el efecto psicológico de esta victoria fue enorme, pero el general en jefe, Ritucci, hombre recto y prudente, no aprovechó el momento y se retrasó en los preparativos de la batalla.
El rey montó finalmente a caballo y se batió junto a sus hombres en la batalla del Volturno el 1 de octubre. Las tropas meridionales se dividieron en diversas columnas para dificultar la retirada del enemigo, pero esto provocaba la incomunicación de los diferentes sectores, debido a la escasa tecnología de la época. Ambos ejércitos tenían veinticuatro mil soldados cada uno, pero mientras Garibaldi reclutaba hombres a toda costa, Francisco II dejó a diecisiete mil hombres sin combatir. A las 2 de la mañana, las tropas meridionales abandonaron la fortaleza de Capua avanzando hacia los garibaldinos con el grito de guerra ‘’viva ‘o ‘ré’’.
El ejército meridional se dividió en 4 columnas pensando juntarlas a la entrada de Caserta. Garibaldi, que conocía las operaciones borbónicas, prefirió mantener su posición y tratar de resistir la avanzada meridional. Una gran ventaja que poseía el ejército garibaldino era la posibilidad de realizar rápidos desplazamientos desde Caserta al campo de batalla, utilizando las líneas ferroviarias construidas por los Borbones. La razón de la derrota meridional en esta batalla fue la mala coordinación entre las columnas: las tropas comandadas por Von Mechel llegaron a Caserta donde combatieron valerosamente, pero las comandadas por el general Ruíz, a causa de su increíble lentitud, no llegaron; los soldados combatientes empezaron a sufrir grandes bajas y debieron retirarse. Cuando Ruíz llegó y se enteró de la noticia de la retirada de su compañero también ordenó retirarse; pero unos dos mil soldados no le obedecieron y se lanzaron contra los garibaldinos, la mayoría fueron tomados prisioneros.
La batalla dejó unos 506 muertos, 1528 heridos y 1389 prisioneros por parte de los garibaldinos, y entre los meridionales 308 muertos, 820 heridos y 2507 prisioneros. Por estos resultados Garibaldi solicitó ayuda militar al gobierno piamontés y Francisco II quiso aprovechar el estancamiento de los garibaldinos para volver a atacar; pero los generales le aconsejaron reorganizar las fuerzas y entonces se retiró de Capua a Gaeta.

### Los plebiscitos
El 8 de octubre, el gobierno piamontés emitió un decreto que indicaba un plebiscito a sufragio universal masculino en toda Italia para ratificar la anexión al Piamonte. La fórmula era: El pueblo quiere una Italia unida e indivisible con Víctor Manuel II como rey constitucional y sus sucesores. El sur continental, votó el día 21 de octubre.
El voto no fue totalmente secreto, de hecho se votaba en las plazas, en los edificios públicos y en las iglesias. Había tres urnas en cada recinto de voto, dos que contenían las boletas del Sí y No y la otra donde se colocaba el voto.
Los resultados en Nápoles fueron 1 032 064 votos por el Sí y 10 302 por el No, lo que da un 99,19 % de votos favorables. En Sicilia, donde se había votado el 12 de octubre, se dieron 432 053 Sí y 709 No, un resultado de 99,84 %.

### El asedio de Gaeta

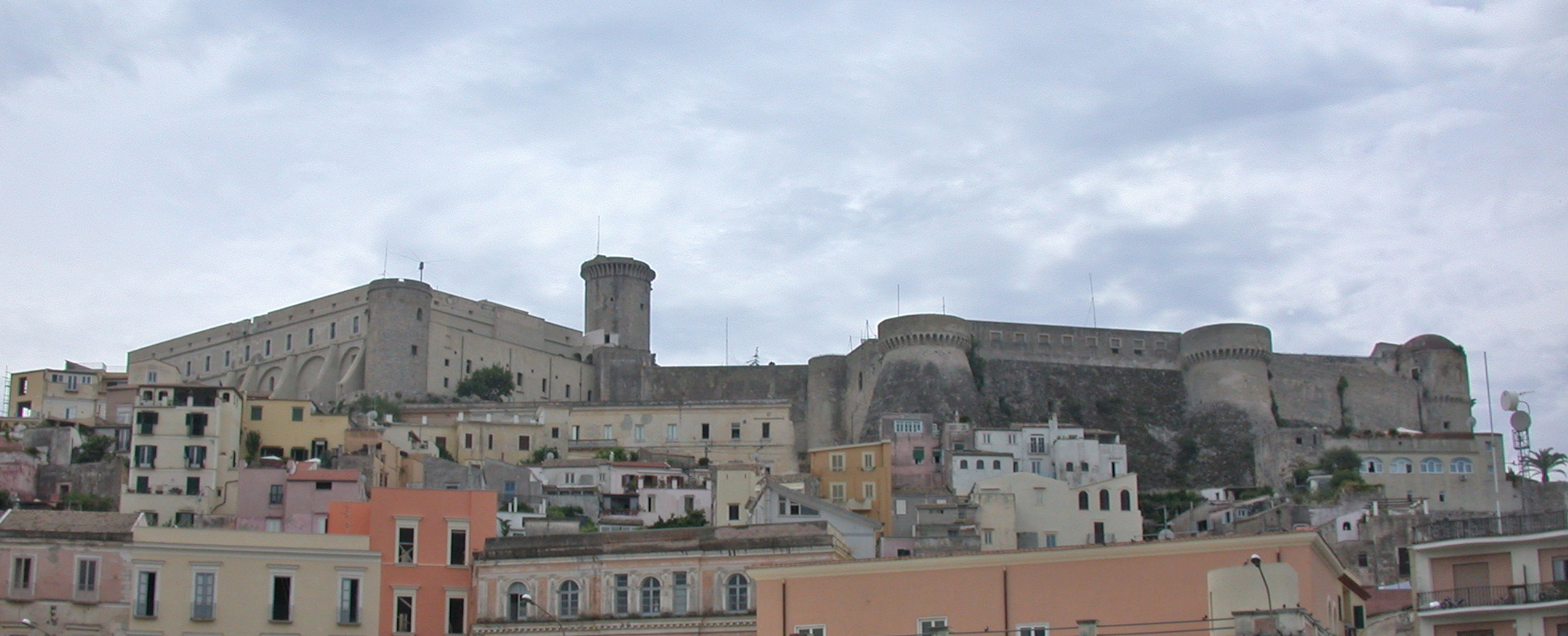
Panorama del Castillo de Gaeta.

El 12 de noviembre se produjeron otros combates en los alrededores de Gaeta donde después, el rey Francisco II, con sus últimos 20 000 soldados, fue asediado hasta el 13 de febrero de 1861, por el general piamontés Enrico Cialdini con 18 000 soldados.
El 26 de noviembre el rey emanó una proclama pidiendo a los soldados que estaban en los Estados Pontificios unirse a la causa borbónica.
Después de meses de asedio, Francisco II se dio cuenta de la imposibilidad de la victoria y empezó a barajar la opción de la retirada. El 13 de febrero, mientras se estaban concluyendo las tratativas de capitulación, Cialdini se negó a suspender las hostilidades e intensificó el fuego. A las 7 de la mañana del 14 de febrero del 1861, el rey y la reina abandonaron Gaeta y se embarcaron en una nave francesa que los trasportó a Terracina, en los territorios papales. Después de la retirada, el rey nunca abdicó, dejando para él y sus herederos el título de Rey del Reino de las Dos Sicilias. Este largo asedio dejó un saldo de 895 muertos meridionales y 50 piamonteses.
Al caer Gaeta, sólo quedaban dos fortalezas de las Dos Sicilias: Mesina y Civitella del Tronto. Mesina, que estaba protegida por cuatro mil trescientos hombres, cayó el 13 de marzo de 1861 por la acción de las tropas de Cialdini, costando cuarenta y siete víctimas. Civitella del Tronto, en la provincia de Teramo, fue la última fortaleza de las Dos Sicilias y cayó el 20 de marzo, 3 días después de la proclamación del Reino de Italia. Estaba defendida por 382 soldados meridionales con 17 cañones y fue asediada por 3379 piamonteses con 20 cañones. La defensa de este último bastión costó un centenar de muertos, el resto fue tomado prisionero.

## Consecuencias
Después de estas acciones militares, el Reino de Cerdeña logró ocupar toda Italia, salvo Roma, que estaba gobernada por el papa, y el Véneto, en mano de los austríacos.
El 18 de febrero de 1861, Víctor Manuel II de Saboya se reunió en Turín con los diputados de todos los antiguos Estados italianos, asumiendo, el 17 de marzo, el título de Rey de Italia por gracia de Dios y voluntad de la nación. Fue reconocido por las potencias europeas a pesar de que había violado el tratado de Zúrich y el de Villafranca los cuales, teóricamente, le prohibían ser rey de toda Italia.
El reino de Italia fue gobernado según la constitución liberal adoptada por el Reino de Cerdeña en el año 1848: el Estatuto albertino. En los años posteriores, debido a las dificultades internas a las que el nuevo Estado unificado se tuvo que enfrentar, muchos italianos  —sobre todo desde las regiones meridionales del país— decidieron emigrar, especialmente hacia las Américas y en Australia.